# Kondurcza
Kondurcza (ros. Кондурча, tatar. Кондырча/Qondırça) – rzeka w Rosji. Przepływa przez południowo-zachodnią część Wyżyny Bugulmijsko-Belebejskiej w granicach obwodu samarskiego i Tatarstanu. Uchodzi do rzeki Sok, stanowiącej lewy dopływ Wołgi w zlewisku Morza Kaspijskiego. Długość wynosi 294 km, powierzchnia zlewni – 4360 km².
Źródło rzeki znajduje się w okolicach wsi Staraja Szentała w obwodzie samarskim. Rzeka płynie w kierunku zachodnim, przepływając na wschód od miasta Nurłat w Tatarstanie, gdzie zakręca na południe. Stanowi prawy dopływ rzeki Sok, uchodząc do niej w Krasnym Jarze na północ od Samary.
18 czerwca 1391 roku nad Kondurczą rozgrała się bitwa pomiędzy wojskami chana Złotej Ordy Tochtamysza a armią Timura Chromego.